# Tapo/Memo
Tapo/Memo (Tapo Memo, Bunak für süßes Tapo) ist ein osttimoresischer Suco im Verwaltungsamt Maliana (Gemeinde Bobonaro).

## Geographie

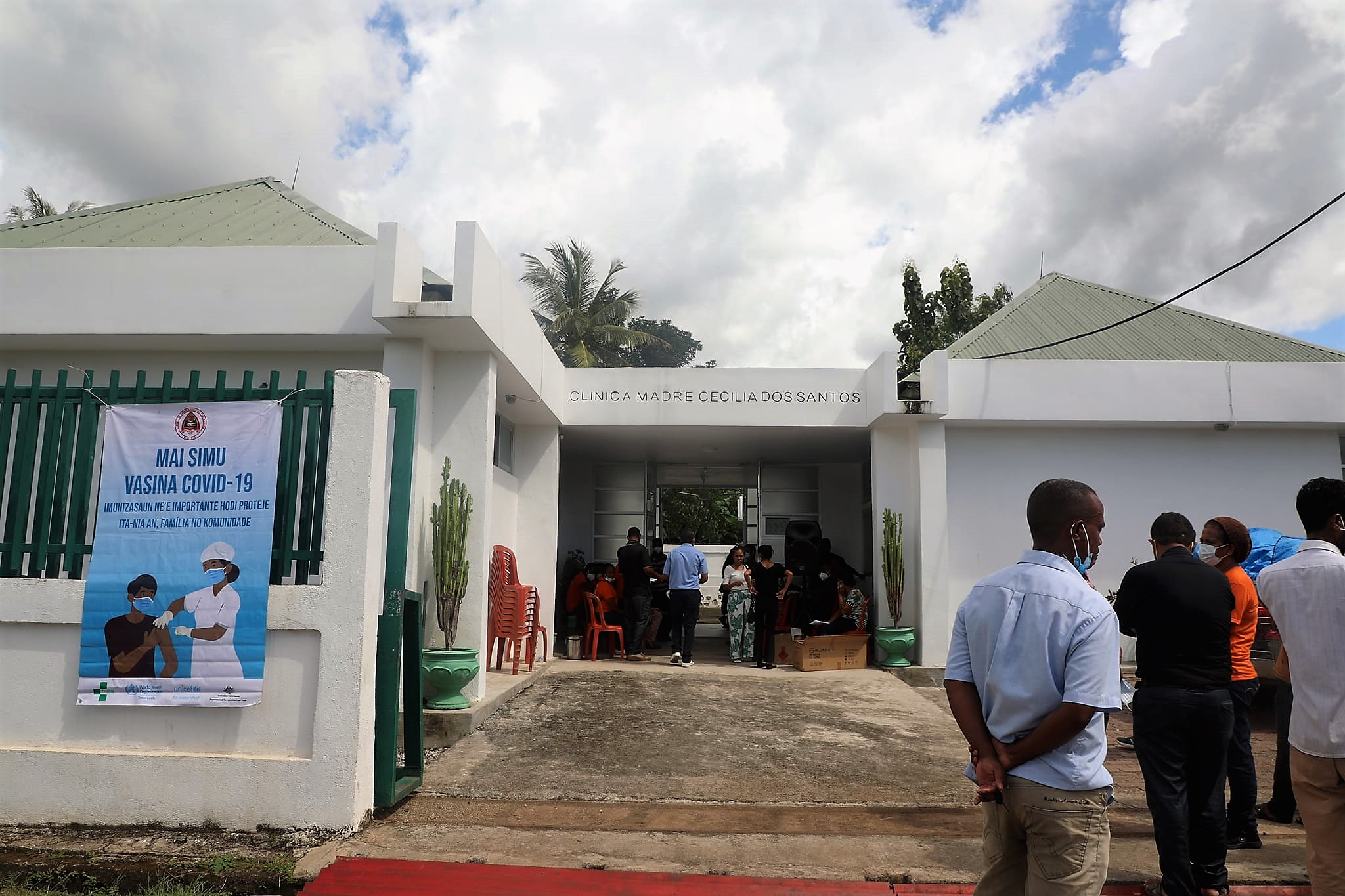
Clinica Madre Cecilia dos Santos, Memo

Der Suco Tapo/Memo liegt im Südwesten des Verwaltungsamts Maliana. Nordöstlich befinden sich die Sucos Ritabou, Odomau, Holsa und Lahomea und südöstlich der Suco Saburai. Eine Exklave von Holsa umrahmt Tapo/Memo im Nordwesten. Im Osten grenzt Tapo/Memo an das Verwaltungsamt Bobonaro mit den Sucos Oeleo und Tapo. Jenseits des Flusses Nunura im Nordwesten liegt das Verwaltungsamt Balibo mit den Sucos Leolima und Leohito. Der Malibaca (Mathiaca) bildet den Grenzfluss im Südwesten. Jenseits des Malibacas liegt der indonesische Regierungsbezirk Belu. Die Zugehörigkeit eines Gebietes von 37 Hektar (Lage) zwischen Memo und dem indonesischen Dilumil (Regierungsbezirk Belu), südlich des Malibaca war längere Zeit umstritten. Es ist nun Teil Osttimors. Erst im März 2013 konnte eine Einigung zur Grenzziehung zwischen den beiden Ländern erzielt werden. Der Großteil der Grenze Tapo/Memos nach Nordosten wird vom Sosso (Sasso), eines Nebenfluss des Nunuras, und seinem Zufluss Lale gebildet. An der Grenze zu Tapo steigt ein Gebirgszug an. Gipfel im Suco sind der Lolo Tumisiri (1495 m, Lage) und der Foho Belgu (1559 m, Lage).
Tapo/Memo hat eine Fläche von 71,78 km² und teilt sich in die sechs Aldeias Lepuguen (Lepguen, Lep Guen), Manu Aman (Manuaman), Pip Galag 1 (Pipgalag 1, Pipgalak 1), Pip Galag 2 (Pipgalak), Tunu Bibi (Tunubibi, Tonobibi, deutsch „gegrillte Ziege“) und Uluatin. Größter Ort des Sucos ist Memo (Memoe) südlich des Zentrums des Sucos. Ein Nebenfluss des Malibacas mündet hier. Er trennt Memo vom Nachbardorf Babulo. Im Norden befinden sich die Dörfer Tunu Bibi und Manu Aman, im Südosten Pip Galag und im Norden Laho Aman und ein Vorort von der Gemeindehauptstadt Maliana.
Im Westen führt eine Brücke über den Nunura, eine weitere an der Nordgrenze über den Sosso. Grundschulen gibt es in Babulo, Manu Aman, Memo (Escola Primaria Tapo/Memo), Pip Galag und Tunu Bibi (Escola Primaria Tunu Bibi). In Memo und Tunu Bibi stehen Kapellen. Dazu kommen mehrere Stützpunkte der Grenzpolizei (UPF), Zoll und Polizei, das Busterminal Tunu Bibi, ein Büro des Serviço de Migração de Timor-Leste und das Klarissenkloster Mosteiro de Santa Clara. Im Vorort von Maliana befinden sich das Malibaca Yamato Stadium Maliana, die Escola Técnica (ESTV Malibaca Yamato), der lokale Sitz des Nationaldirektorats für Verkehr und Land (DNTT), des Nationalen Gesundheitsdienstes und des Staatssekretariat für Beschäftigungspolitik und Berufsbildung (SEPFOPE). Auf dem Gelände des heutigen Stützpunkts der Batalhão de Ordem Pública (BOP) befand sich zuvor der regionale Stützpunkt der UNMIT.

## Einwohner

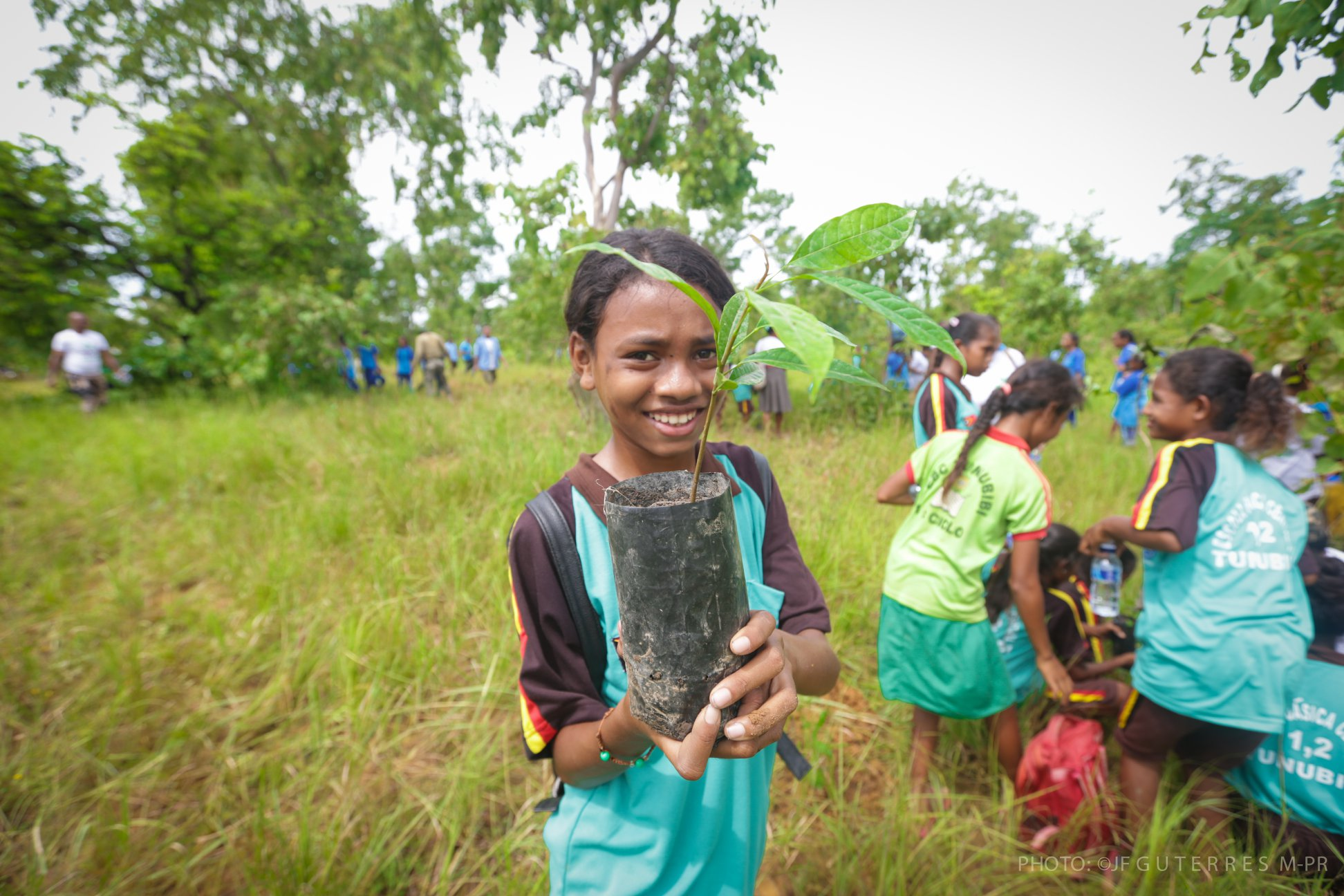
Wiederaufforstung in Tapo/Memo (2019)

Im Suco Tapo/Memo leben 4.848 Menschen (2022), davon sind 2.443 Männer und 2.405 Frauen. Im Suco gibt es 928 Haushalte. Über 40 % der Einwohner geben Bunak als ihre Muttersprache an. Über 35 % sprechen Tetum Prasa, 20 % Kemak.

## Geschichte

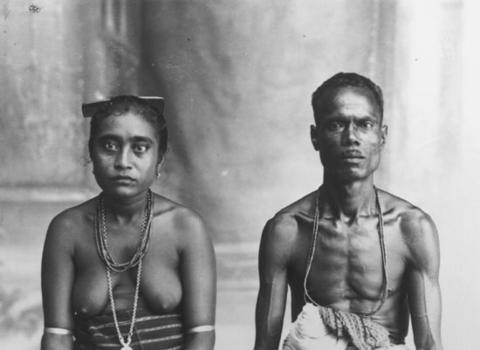
Ein Kemak-Paar aus Memo im Álbum Fontoura (um 1940)

Tapo/Memo ist eine relativ junge Gründung von Bunak aus dem östlichen, höhergelegenen Tapo, die erst vor wenigen Generationen entstand. Noch heute bestehen rituelle Verbindungen zwischen den beiden Sucos.
Während der Entkolonisierung Portugiesisch-Timors kam es zum Bürgerkrieg zwischen UDT und FRETILIN, bei dem die UDT unterlag. Viele Anhänger flohen daraufhin ins indonesische Westtimor. Allerdings gab es auch Fälle, bei denen UDT-Anhänger Zivilisten zwangen mitzugehen, um von den Indonesiern für die spätere Invasion rekrutiert zu werden. So zwang auch der Liurai von Memo mehrere Personen nach Westtimor mitzugehen.
Noch vor Beginn der offenen Invasion in Osttimor, besetzte Indonesien in der Operation Flamboyan bis zum 16. Oktober 1975 das Gebiet.
Im Umfeld des Unabhängigkeitsreferendums in Osttimor am 30. August 1999 kam es zu mehreren Gewalttaten durch indonesische Sicherheitskräfte und Milizen.
Am 27. August 1999 ermordeten Mitglieder der Milizen Dadarus Merah Putih und Halilintar, in Gegenwart von indonesischer Polizei und Militär, in Memo, mehrere Unterstützer der Unabhängigkeitsbewegung Osttimors an. Die Einwohner Raul dos Santos, Felis Laku und Jaime wurden erschossen. 22 Häuser wurden niedergebrannt. Am 7. September wurde ein weiterer Einwohner, Paulino, von Halilintar-Mitgliedern mit einem Speer erstochen.

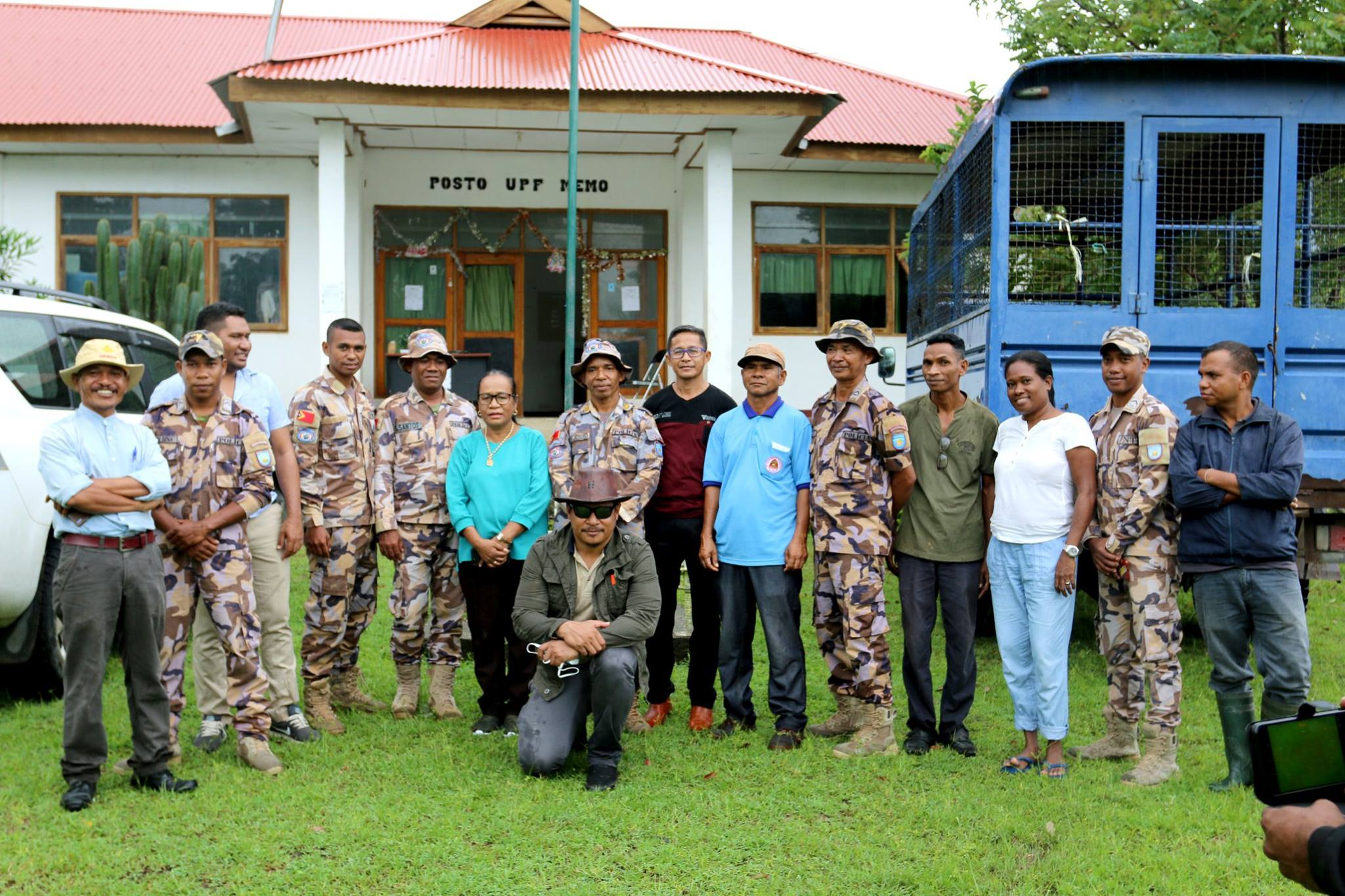
Station der Unidade de Patrulhamento de Fronteira in Memo

In den ersten Jahren der Unabhängigkeit kam es wiederholt zu Zwischenfällen an der Grenze.
Am 19. September 2003 erschoss der osttimoresische Polizist Agustini Barros den aus Osttimor stammenden Indonesier Vegas Biliatu im Grenzgebiet zwischen Tunu Bibi und dem indonesischen Turiskain (Distrikt Raihat, Regierungsbezirk Belu). Laut Angaben der indonesischen Polizei war das Opfer durch die Polizeipatrouille gewarnt worden, osttimoresisches Gebiet zu betreten, woraufhin Vegas seine Pfeile auf die Polizisten richtete. Zu diesem Zeitpunkt war der Grenzverlauf in diesem Bereich bereits durch die Nachbarstaaten definiert, aber noch nicht klar markiert worden.
Am 21. April 2005 kam es zu einem Schusswechsel am „Junction Point Memo“ zwischen indonesischen Soldaten und osttimoresischen Polizisten der UPF.
Am 6. Januar 2006 wurden drei Indonesier an der Grenze bei Turiskain auf dem Malibaca von osttimoresischen Polizisten erschossen. Laut indonesischen Militärquellen waren die drei Opfer beim Fischen, als ohne Vorwarnung auf sie das Feuer eröffnet wurde. Jakarta protestierte heftig. Nach dem Vorfall kam es zu Vergewaltigungen von osttimoresischen Frauen.
Am 18. August 2015 wurde im Suco das Versorgungssystem für Trinkwasser feierlich eingeweiht. Es versorgt mehrere Orte im Zentrum des Sucos, um das Dorf Memo.

## Politik

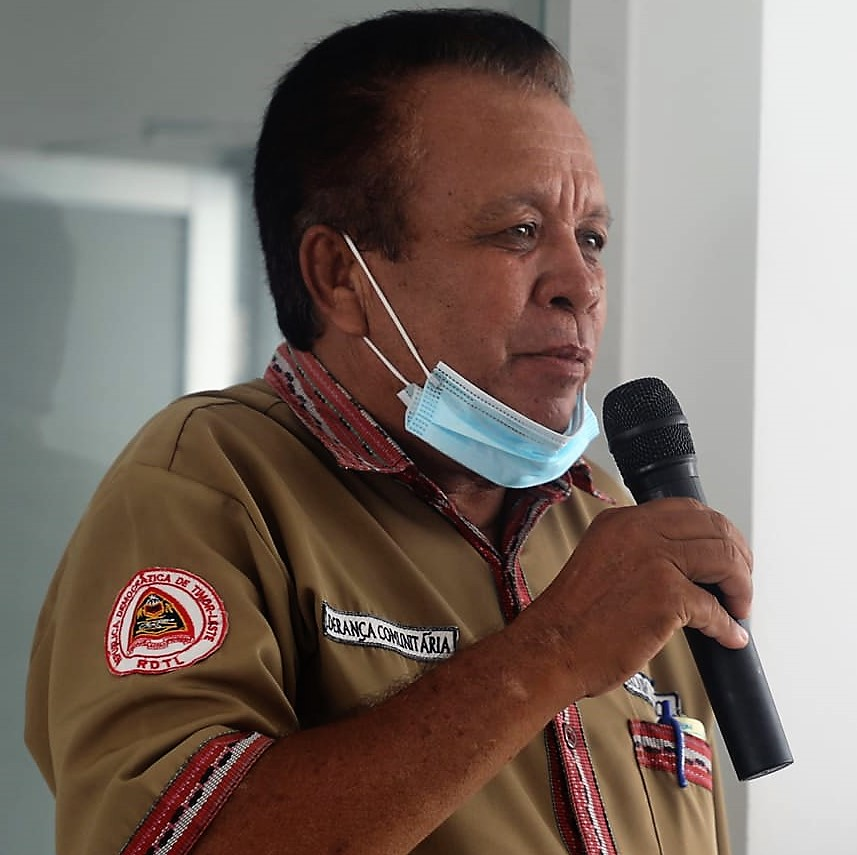
Joaquim Baptista dos Santos (2022)

Bei den Wahlen von 2004/2005 wurde Abílio Martins zum Chefe de Suco gewählt. Bei den Wahlen 2009 gewann Gaspar de Jesus Conçeicão und 2016 Joaquim Baptista dos Santos. Er wurde 2023 wiedergewählt.

## Persönlichkeiten
- Guilherme dos Santos (* 1939 in Memo), indonesischer Politiker und Bupati von Bobonaro (1992–1999)
- Aniceto Guterres Lopes (* 1967)